# Стар мост (Велес)
Старият мост във Велес, Северна Македония, на река Вардар е най-старият и последен в града преди Велешката клисура.

## История
Построен е по времето на Султан Мехмед II 1467/82 година. Засвидетелстван е в пътеписа на Евлия Челеби от 1661 година и в този на Аджи Калфа. Дълго време това е единственият мост на реката в града и единствен начин за преминаване от едната част в другата. Свързва градския пазар с кварталите „Пърцорек“, „Църна Джамия“ и „Рамина“ на лявата страна и кварталите „Мегдан“ и „Долни Дюкяни“ от дясната страна на Вардар. Според запазени документи първи устабашия на моста е Уста Мехмед, а по-късно през 1544 година това е Уста Рале.
Разрушен е от изтеглящите се германски войски през Втората световна война на 8 ноември 1944 година, но е възстановен по-късно.
Съвременният мост се състои от две пътни ленти, както и от напречно преминаваща железопътна линия, по която се движи влакът Солун – Скопие и Скопие – Велес.